# Мікаель Гранлунд
Мікаель Гранлунд (фін. Mikael Granlund; 26 лютого 1992, м. Оулу, Фінляндія) — фінський хокеїст, центральний нападник. Виступає за «Міннесота Вайлд» у НХЛ.
Вихованець хокейної школи ХТ «Ласер». Виступав за «Кярпят» (Оулу), ГІФК (Гельсінкі).
В чемпіонатах Фінляндії — 129 матчів (41+86), у плей-оф — 25 матчів (6+18).
У складі національної збірної Фінляндії учасник чемпіонату світу 2011 (9 матчів, 2+7). У складі молодіжної збірної Фінляндії учасник чемпіонатів світу 2009, 2010 і 2012. У складі юніорської збірної Фінляндії учасник чемпіонатів світу 2009 і 2010.
Брат: Маркус Гранлунд.
Досягнення
- Чемпіон світу (2011)
- Чемпіон Фінляндії (2011), срібний призер (2009).
- Бронзовий призер юніорського чемпіонату світу (2009, 2010).